# Love (amerikai együttes)
A Love amerikai rockegyüttes. Pszichedelikus rockot, acid-rockot és folk-rockot játszanak. Fénykoruk főleg az 1960-as években volt. Tagjai: Johnny Echols, Mike Randle, David Green, David Chapple és Rusty Squeezebox. 1965-ben alakultak meg Los Angelesben, többször is feloszlottak már: először 1965-től 1996-ig működtek, majd 2002-től 2005-ig, végül 2009-től napjainkig.

## Diszkográfia
- Love (1966)
- Da Capo (1966)
- Forever Changes (1967)
- Four Sail (1969)
- Out Here (1969)
- False Start (1970)
- Reel to Real (1974)